# Tritoniopsis (animal)
Pour les articles homonymes, voir Tritoniopsis.
Genre
Synonymes
- Anapalina N.E. Br.[2]
- Exohebea R.C. Foster[2]
- Schweiggera E. Mey. ex Baker[2]
- Tanaosolen N.E. Br.[2]
- Tritoniopsilla Pruvot-Fol, 1933[3]

Tritoniopsis est un genre de nudibranches (mollusques gastéropodes sans coquille) de la famille des Tritoniidae.

## Liste des espèces
Selon World Register of Marine Species (6 août 2024) :
- Tritoniopsis brucei Eliot, 1905
- Tritoniopsis elegans (Audouin, 1826)
- Tritoniopsis frydis Er. Marcus & Ev. Marcus, 1970